# Антологія Планудова

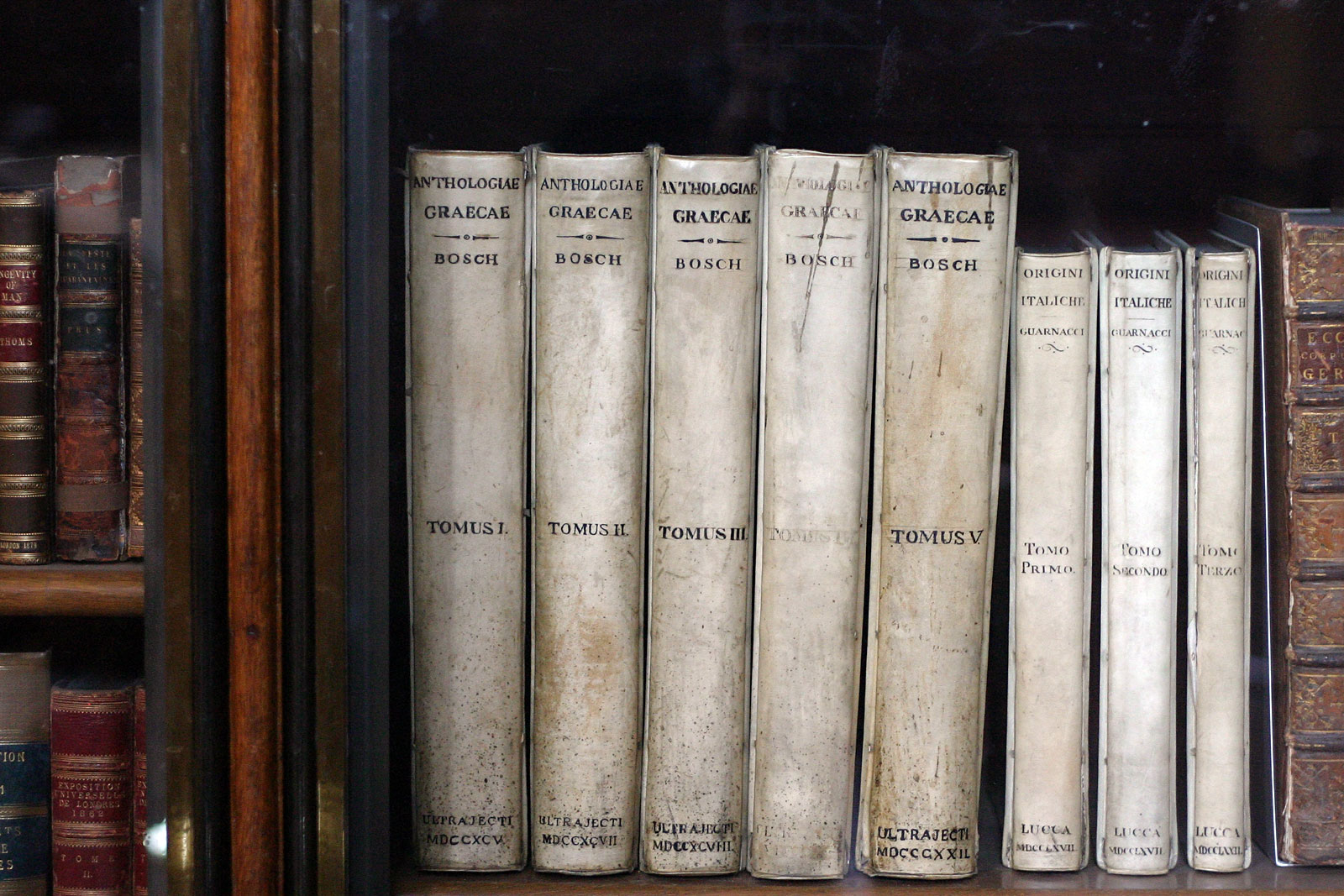
Видання Планудова антології, почате Бохом в 1795 році і завершене Леннепом в 1822 році

Планудова антологія  (англ. Planudean Anthology) — збірник грецьких епіграм та поезій у 7 книгах, складений у Візантії (дата закінчення роботи — 1299) ченцем Максимом Планудом (звідси її назва), що включає близько 2400 епіграм (бл. 15 000 рядків). Основою антології стала велика збірка Костянтина Кефала, відомий з кінця XVI ст. у пізнішій переробці як Палатинська антологія.
До віднайдення останньої Планудова антологія була єдиним джерелом знань про грецьку епіграму. Плануд опустив у ній еротичні епіграми, зате додав 338 епіграм, яких не було в Палатинській антології і які у виданнях нового часу складають XVI книгу — так званий Appendix Planudea.